# Микролокальный анализ
Микролокальный анализ — локальный анализ в пространстве кокасательного расслоения. Раздел математического анализа, изучающий поведение решений дифференциальных уравнений с частными производными не только в контактном, но и в фазовом пространстве, то есть с учётом как координат, так и импульсов (частот). 
Он позволяет локализовать и анализировать особенности решений, такие как сингулярности, с высокой точностью. Термин микролокальный подразумевает локализацию не только относительно местоположения в пространстве, но и относительно направлений кокасательного пространства в данной точке. Это приобретает значение на многообразиях размерности больше единицы. Однако, трудность микролокального анализа связана с принципом неопределенностей, не позволяющим локализовать функцию в любой окрестности точки кокасательного пространства.

## Методы
В математическом анализе микролокальный анализ включает в себя методы, разработанные с 1950-х годов на основе преобразований Фурье, связанных с изучением линейных и нелинейных уравнений в частных производных с переменными коэффициентами. Сюда также входят обобщенные функции, псевдодифференциальные операторы, наборы волновых фронтов, интегральные операторы Фурье, колебательные интегральные операторы и парадифференциальные операторы.

## Применения
- Теория пучков[6]